# Dunkeswick
Dunkeswick – osada w Anglii, w hrabstwie ceremonialnym North Yorkshire, w dystrykcie (unitary authority) North Yorkshire, w civil parish Kirkby Overblow. Leży 8 km od miasta Harrogate. W 1931 roku civil parish liczyła 136 mieszkańców. Dunkeswick jest wspomniana w Domesday Book (1086) jako Chesuic.